# جام خیریه انگلستان ۱۹۷۵
 جام خیریه انگلستان ۱۹۷۵ ، ۵۳امین رقابت سالانه مابین قهرمانان لیگ دسته اول فوتبال انگلستان و جام حذفی فوتبال انگلستان است. 
این مسابقه در تاریخ ۹ آگوست ۱۹۷۵ مابین تیم‌های دربی کانتی و وستهام یونایتد در ورزشگاه ومبلی لندن برگزار شده‌است. 
تیم دربی کانتی در این مسابقه با نتیجه دو بر صفر به پیروزی رسید.

## جزئیات مسابقه
| دربی کانتی               | ۲ – ۰ | وستهام یونایتد |
| ------------------------ | ----- | -------------- |
| هکتور ۲۰' · مک‌فارلند ۴۳' |       |                |